# 安田修三
安田 修三（やすだ しゅうぞう、1927年5月21日 - 1994年2月2日）は、日本の政治家。日本社会党衆議院議員(4期)。

## 来歴・人物
富山県富山市出身。中央大学法学部卒。1948年富山重工労組書記長、1951年富山県労協オルグ、1961年富山県労協組織部長、1966年全国一般富山地本委員長、翌年全国一般中執、1972年同副委員長を経て、1979年の総選挙で旧富山1区から立候補して初当選、4期務めた。1993年の総選挙で落選し、政界引退。1994年2月2日死去。享年66。